# Campeonato Africano de Futebol Sub-23 de 2019
O Campeonato Africano de Futebol Sub-23 de 2019 foi a 3.ª edição da competição organizada pela Confederação Africana de Futebol (CAF) para jogadores com até 23 anos de idade. O evento foi realizado no Egito entre os dias 8 de novembro e 22 de novembro. Os finalistas e o terceiro lugar participarão dos Jogos Olímpicos de 2020 será realizado no Japão.
Em 6 de agosto de 2015, o Comitê Executivo da CAF decidiu nomeia torneio do Campeonato Africano Sub-23 por Campeonato Africano das Nações Sub-23, similar a versão profissional, Campeonato Africano das Nações.

## País-sede
O evento estava previsto inicialmente realizado em Zâmbia, logo depois, 26 de julho de 2017 anunciou que não houve realização. O CAF informou em 23 de setembro de 2017 que Egito seria novo país-sede.

## Equipes participantes
No total, 43 seleções participaram as eliminatórias para o primeiro Campeonato Africano Sub-23. Após três rodadas no sistema mata-mata, foram definidos os oito qualificados para a fase final. O país-sede só foi escolhido após a definição dos oito finalistas.
- Egito
- Camarões
- Gana
- Costa do Marfim
- Mali
- Nigéria
- África do Sul
- Zâmbia

## Sedes
| Estádio Internacional do Cairo | Al Salam Stadium   |
| Capacidade: 75,000             | Capacidade: 30,000 |
|                                |                    |

## Árbitros
| Federação regional | Árbitro                                                  | Assistente de ábrito                                                                              |
| ------------------ | -------------------------------------------------------- | ------------------------------------------------------------------------------------------------- |
| UNAF               | Lahlou Benbraham Mohamed Maarouf Slim Belkhouas          | Youssef El Bosaty Fathia Jermoumi Khalil Hassani                                                  |
| WAFU-UFOA          | Louis Houngnandande Boubou Traoré Daouda Guèye           | Judicael Sanou Abdul Aziz Bollel Jawo Firmino Bassafim Abdoul Aziz Moctar Saley Samuel Pwadutakam |
| UNIFFAC            | Pierre Atcho                                             | Abelmiro dos Reis                                                                                 |
| CECAFA             | Georges Gatogato Souleiman Ahmed Djama Salima Mukansanga | Dick Okello                                                                                       |
| COSAFA             | Ali Mohamed Adelaide Andofetra Rakotojaona               | Ivanildo Meirelles Lopes James Emile Diana Chikotesha                                             |

## Fase de grupos
Critérios de desempate
As equipes foram classificadas de acordo com pontos (3 pontos por vitória, 1 ponto por empate, 0 pontos por derrota) e se empatados em pontos, os seguintes critérios de desempate foram aplicados no ordem dada, para determinar as classificações (artigo 68 do regulamento):
1. Pontos em confrontos entre equipes empatadas;
2. Diferença de gols em confrontos diretos entre times empatados;
3. Gols marcados em confrontos diretos entre times empatados;
4. Se mais de duas equipes estiverem empatadas e depois de aplicar todos os critérios de confronto acima, um subconjunto de equipes ainda estiver empatado, todos os critérios de confronto acima serão reaplicados exclusivamente a esse subconjunto de equipes;
5. Diferença de gols em todos os jogos do grupo;
6. Gols marcados em todas as partidas do grupo;
7. Desempenho da grande quantidade.

Todas as partidas seguem o fuso horário de Egito (UTC+2)

### Grupo A
| Pos | Equipe    | Pts | J | V | E | D | GP | GC | SG | Classificado             |
| --- | --------- | --- | - | - | - | - | -- | -- | -- | ------------------------ |
| 1   | Egito (H) | 9   | 3 | 3 | 0 | 0 | 6  | 3  | +3 | Avançado para fase final |
| 2   | Gana      | 4   | 3 | 1 | 1 | 1 | 5  | 4  | +1 | Avançado para fase final |
| 3   | Camarões  | 4   | 3 | 1 | 1 | 1 | 3  | 3  | 0  |                          |
| 4   | Mali      | 0   | 3 | 0 | 0 | 3 | 0  | 4  | −4 |                          |

| 8 de novembro | Egito            | 1–0       | Mali | Estádio Internacional do Cairo, Cairo |
| 19:00         | - M. Mohamed 29' | Relatório |      | Árbitro: Georges Gatogato             |

| 8 de novembro | Camarões    | 1–1       | Gana           | Estádio Internacional do Cairo, Cairo |
| 22:00         | - Evina 59' | Relatório | - Mohammed 87' | Árbitro: Lahlou Benbraham             |

| 11 de novembro | Mali | 0–1       | Camarões    | Estádio Internacional do Cairo, Cairo |
| 17:00          |      | Relatório | - Evina 76' | Árbitro: Ali Mohamed Adelaide         |

| 11 de novembro | Gana                    | 2–3       | Egito                                        | Estádio Internacional do Cairo, Cairo |
| 20:00          | - Yeboah 6' - Obeng 46' | Relatório | - M. Mohamed 17' - R. Sobhi 82' - Rayyan 88' | Árbitro: Daouda Guèye                 |

| 14 de novembro | Egito                 | 2–1       | Camarões   | Estádio Internacional do Cairo, Cairo |
| 20:00          | - M. Mohamed 27', 50' | Relatório | - Ayuk 37' | Árbitro: Andofetra Rakotojaona        |

| 14 de novembro | Mali | 0–2       | Gana               | Al Salam Stadium, Cairo |
| 20:00          |      | Relatório | - Kwabena 74', 85' | Árbitro: Pierre Atcho   |

### Grupo B
| Pos | Equipe          | Pts | J | V | E | D | GP | GC | SG | Classificado             |
| --- | --------------- | --- | - | - | - | - | -- | -- | -- | ------------------------ |
| 1   | Costa do Marfim | 6   | 3 | 2 | 0 | 1 | 2  | 1  | +1 | Avançado para fase final |
| 2   | África do Sul   | 5   | 3 | 1 | 2 | 0 | 1  | 0  | +1 | Avançado para fase final |
| 3   | Nigéria         | 4   | 3 | 1 | 1 | 1 | 3  | 2  | +1 |                          |
| 4   | Zâmbia          | 1   | 3 | 0 | 1 | 2 | 1  | 4  | −3 |                          |

| 9 de novembro | Nigéria | 0–1       | Costa do Marfim    | Al Salam Stadium, Cairo  |
| 17:00         |         | Relatório | - Gnaka 71' (pen.) | Árbitro: Mohamed Maarouf |

| 9 de novembro | África do Sul | 0–0       | Zâmbia | Al Salam Stadium, Cairo    |
| 20:00         |               | Relatório |        | Árbitro: Salima Mukansanga |

| 12 de novembro | Costa do Marfim | 0–1       | África do Sul | Al Salam Stadium, Cairo        |
| 17:00          |                 | Relatório | - Mokoena 79' | Árbitro: Souleiman Ahmed Djama |

| 12 de novembro | Zâmbia     | 1–3       | Nigéria                                      | Al Salam Stadium, Cairo |
| 20:00          | - Daka 12' | Relatório | - Okwonkwo 16' - Nwakali 65' - Awoniyi 90+3' | Árbitro: Slim Belkhouas |

| 15 de novembro | Nigéria | 0–0       | África do Sul | Al Salam Stadium, Cairo |
| 20:00          |         | Relatório |               | Árbitro: Boubou Traoré  |

| 15 de novembro | Costa do Marfim | 1–0       | Zâmbia | Estádio Internacional do Cairo, Cairo |
| 20:00          | - Dabila 61'    | Relatório |        | Árbitro: Louis Houngnandande          |

## Fase final
|  | Semifinais             | Semifinais            |   |                       | Final                  | Final |  |
|  |                        |                       |   |                       |                        |       |  |
|  | 19 de novembro - Cairo |                       |   |                       |                        |       |  |
|  | Egito                  | 3                     |   |                       |                        |       |  |
|  | África do Sul          | 0                     |   |                       |                        |       |  |
|  |                        |                       |   |                       |                        |       |  |
|  |                        |                       |   |                       | 22 de novembro - Cairo |       |  |
|  |                        |                       |   |                       | Costa do Marfim        | 1     |  |
|  |                        | Egito (pro.)          | 2 |                       |                        |       |  |
|  |                        |                       |   |                       |                        |       |  |
|  |                        |                       |   |                       |                        |       |  |
|  |                        |                       |   |                       | Terceiro lugar         |       |  |
|  | 19 de novembro- Cairo  | 19 de novembro- Cairo |   | 22 de novembro- Cairo | 22 de novembro- Cairo  |       |  |
|  | Costa do Marfim (p.)   | 2 (3)                 |   | Gana                  | 2 (5)                  |       |  |
|  | Gana                   | 2 (2)                 |   |                       | África do Sul (p.)     | 2 (6) |  |

## Classificados para Olimpíadas de 2020
| Seleção         | Qualificado em         | Anteriormente apareceu nos Jogos Olímpicos1                           |
| --------------- | ---------------------- | --------------------------------------------------------------------- |
| Costa do Marfim | 19 de novembro de 2019 | 1 (2008)                                                              |
| Egito           | 19 de novembro de 2019 | 11 (1920, 1924, 1928, 1936, 1948, 1952, 1960, 1964, 1984, 1992, 2012) |
| África do Sul   | 22 de novembro de 2019 | 2 (2000, 2016)                                                        |

1 Negrito indica campeões para esse ano.

## Artilharia
4 gols
- Mostafa Mohamed

3 gols
- Ramadan Sobhi

2 gols
- Franck Evina
- Abdel Rahman Magdy
- Owusu Kwabena
- Evans Mensah
- Samuel Obeng
- Yaw Yeboah
- Youssouf Dao

1 gols
- Eric Ayuk
- Karim El Eraky
- Ahmed Yasser Rayyan
- Habib Mohammed
- Kouadio-Yves Dabila
- Aboubacar Doumbia
- Silas Gnaka
- Taiwo Awoniyi
- Kelechi Nwakali
- Orji Okwonkwo
- Kamohelo Mahlatsi
- Teboho Mokoena
- Patson Daka

1 gol contra
- Habib Mohammed (a favor da África do Sul)